# Kígyófejű géb
A kígyófejű géb (Zosterisessor ophiocephalus) a csontos halak (Osteichthyes) főosztályának sugarasúszójú halak (Actinopterygii) osztályába, ezen belül a sügéralakúak (Perciformes) rendjébe, a gébfélék (Gobiidae) családjába és a Gobiinae alcsaládjába tartozó faj.
Nemének egyetlen faja.

## Előfordulása
A kígyófejű géb Európában: Albánia, Bulgária, Ciprus, Görögország, Horvátország, Franciaország, Málta, Montenegró, Olaszország, Spanyolország, Szlovénia és Ukrajna területén, valamint Afrikában: Algéria, Marokkó, Tunézia tengerpart menti területein honos. A következő tengerekben lelhető fel: Földközi-, Adriai-, Fekete- és Azovi-tenger.

## Megjelenése
A hal testhossza 18-22 centiméter, legfeljebb 25 centiméter. 51-70, többnyire 57-68 pikkelye van a hosszanti sorban. Tarkója pikkelyezett, a kopoltyúfedők csupaszok vagy csak a felső szegélyükön vannak pikkelyek, a hasoldal pikkelyes. Hasúszói lekerekítettek és rövidek.

## Életmódja
Egyaránt megél a sós- és brakkvízben is, általában 30 méteres mélységben. Gyakran lagúnákban és folyótorkolatokban is fellelhető, ahol az iszapon vagy a közönséges tengerifű (Zostera marina) között tartózkodik.
Legfeljebb 5 évig él.

## Szaporodása
Március - májusban ívik. A hím készítette fészekbe akár 5-10 nőstény is ikrázik.

## Felhasználása
A kígyófejű gébnek van ipari mértékű halászata. Ezt a gébfajt főleg a Fekete-tengerben halásszák.

## Képek

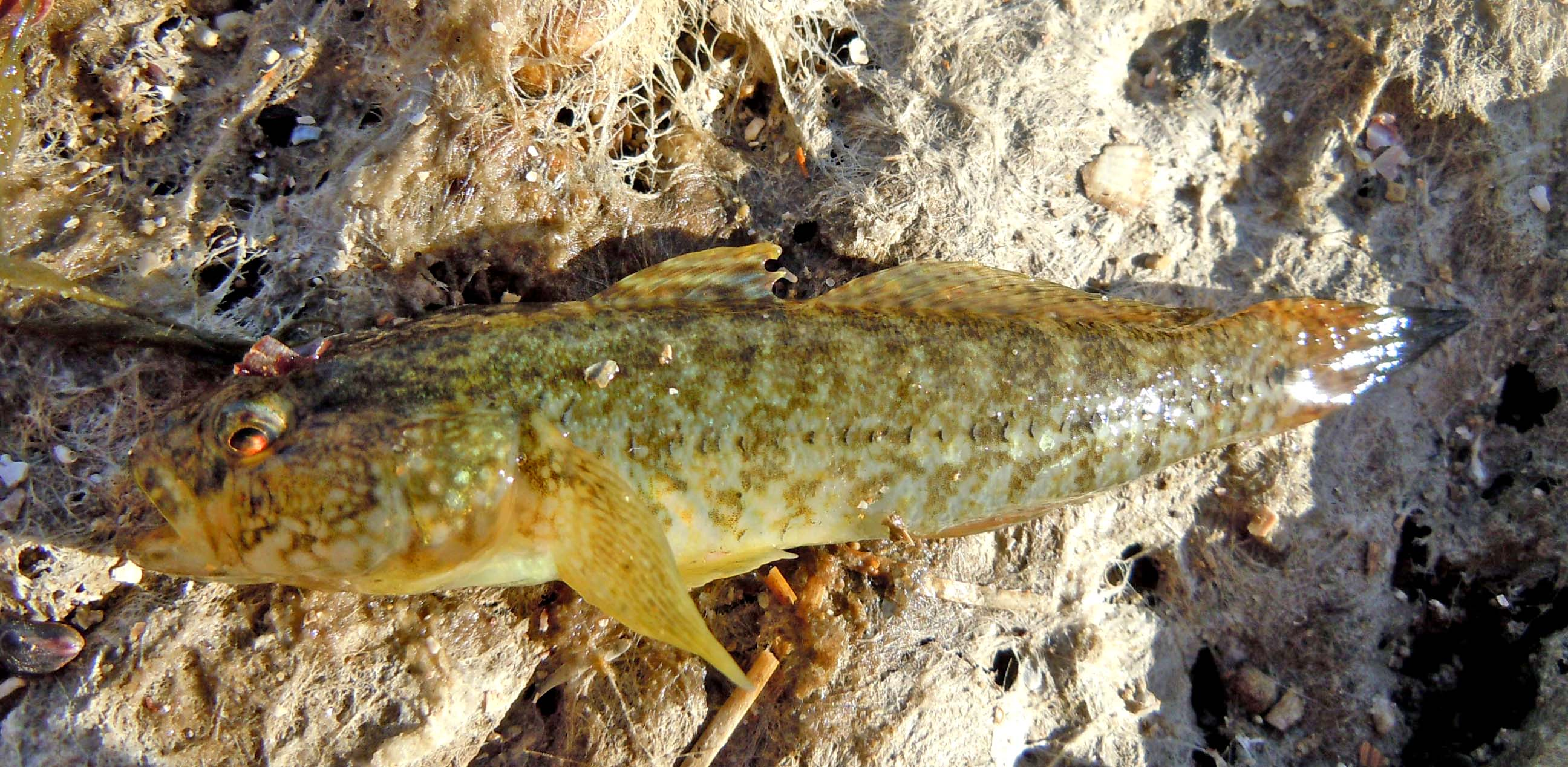
Kifogott
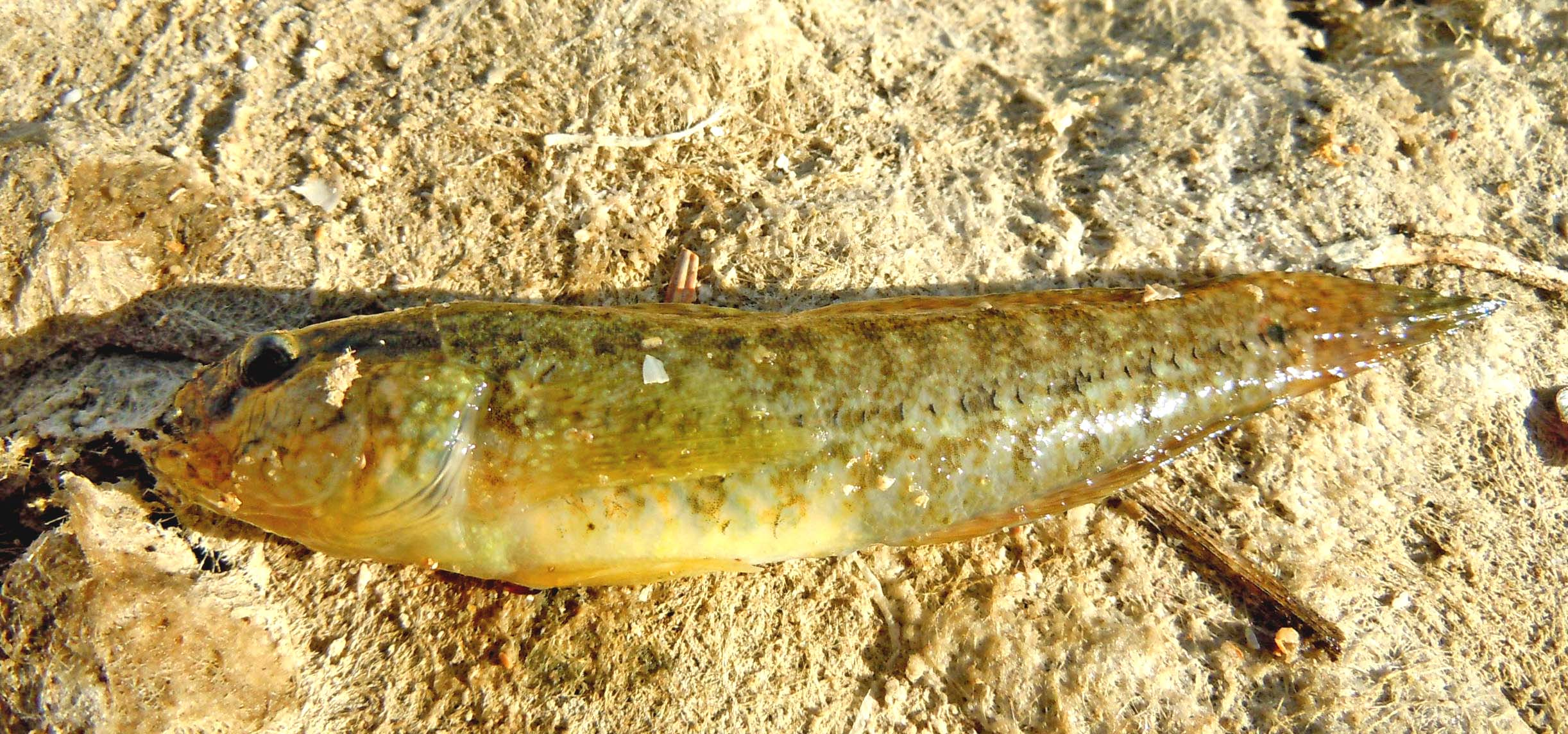
példányok
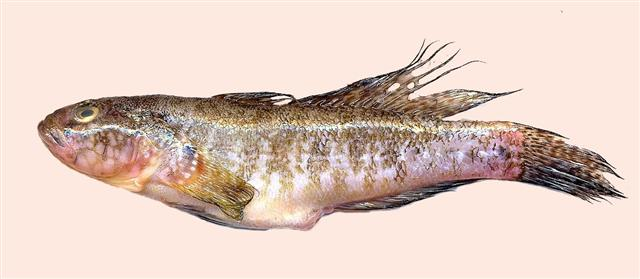
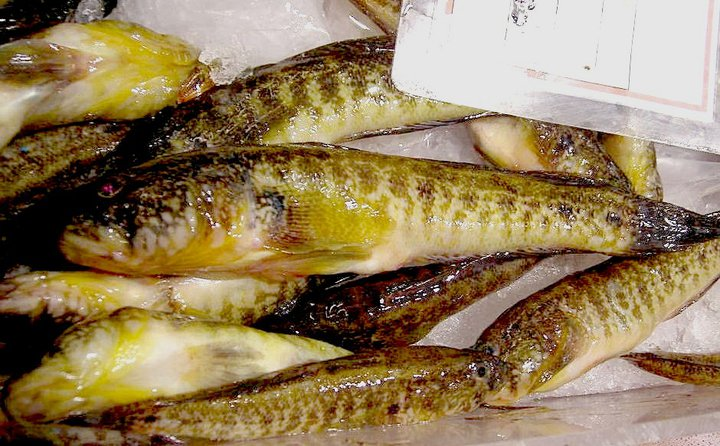
A halpiacon